# جهاز تناسلي أنثوي
الجهاز التناسلي الأنثوي (أو جهاز التكاثر الأنثوي) يتكون من الأعضاء الجنسية الداخلية والخارجية والتي تقوم بوظيفتها في التكاثر. في أنثى الإنسان، يكون الجهاز التناسلي غير ناضج عند الولادة ويتطور للنضج عند البلوغ ليصبح قادرًا على إنتاج أمشاج، وحمل الجنين حتى الولادة. الأعضاء الجنسية الداخلية هي الرحم وقنوات فالوب، والمبيضين. يستوعب الرحم الجنين الذي يتطور لجنين حي. ينتج الرحم كذلك إفرازات مهبلية ورحمية تساعد في نقل الحيوان المنوي إلى قناة فالوب. ينتج المبيضان البويضات (الخلايا البيضية). الأعضاء الجنسية الخارجية تعرف كذلك بالأعضاء التناسلية وهي الفرج ويشمل الشفران، والبظر وفتحة المهبل. يتصل المهبل بالرحم عن طريق عنق الرحم.
على فترات محددة، يحرر المبيض بويضة، تمر عبر قناة فالوب إلى الرحم. إذا التقت البويضة بحيوان منوي، أثناء عبورها، يستطيع حيوان منوي واحد أن يدخل ويندمج مع البويضة، مخصبًا إياها.
يحدث التخصيب عادة في قناة فالوب ويشير لبداية تكوين الجنين. تنقسم بعد ذلك البويضة المخصبة عبر عدد كاف من الأجيال من الخلايا لتكوين كيسة أريمية، التي تغرس نفسها في جدار الرحم. يبدأ هذا فترة الحمل ويستمر الجنين في النمو حتى نهاية الحمل. حين يتطور الجنين بما يكفي للنجاة خارج الرحم، يتسع عنق الرحم وتدفع انقباضات الرحم الجنين عبر قناة الولادة (المهبل).

## الأعضاء الداخلية

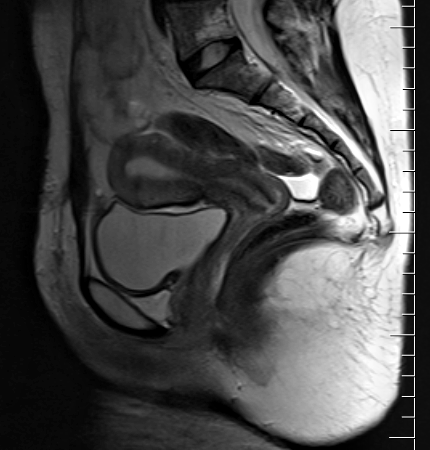
رنين مغناطيسي سهمي يعرض مكان المهبل، وعنق الرحم، والرحم
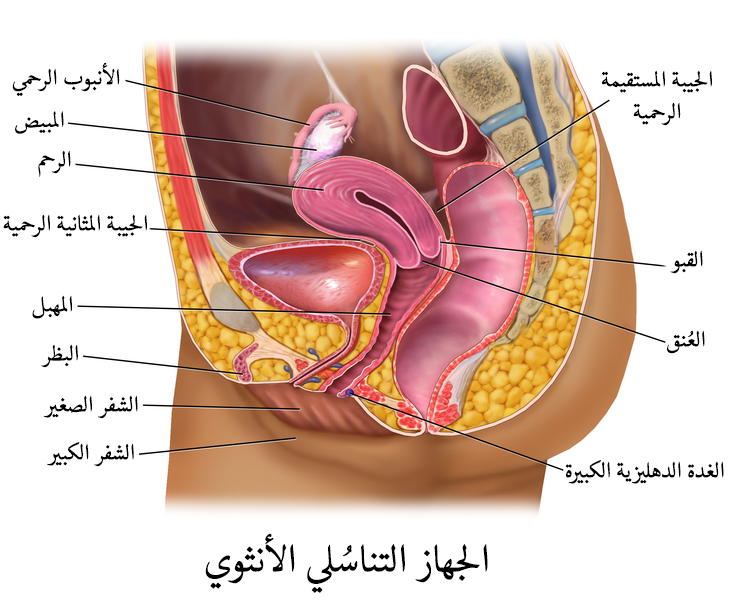
رسم توضيحي يرسم الجهاز التناسلي الأنثوي (منظر سهمي)

الأعضاء الجنسية الأنثوية الداخلية هي المهبل، والرحم، وقنوات فالوب، والمبيضين.

### المهبل
المهبل هو قناة ليفية عضلية (مصنوعة من نسيج ليفي وعضلي) تمتد من خارج الجسم إلى عنق الرحم. يشار إليه كذلك بقناة الولادة في إطار الحمل. يستوعب المهبل قضيب الذكر أثناء الجماع. يتم قذف المني المحتوي على حيوانات منوية من الذكر عند هزة الجماع، في المهبل ما يعطي فرصة لحدوث تخصيب للبويضة.

### عنق الرحم
عنق الرحم هو رقبة الرحم، يمتد من الجزء السفلي الضيق حتي يضم للجزء العلوي للمهبل. هو أسطواني أو مخروطي الشكل، ويبرز عبر الجزء العلوي للجدار الأمامي للمهبل. نصف طوله تقريبًا مرئي، فيما يقع الجزء الباقي بعيدًا عن النظر. يحتوي المهبل على طبقة سميكة في الخارج وهي الفتحة التي يخرج منها الجنين خلال الولادة.

### الرحم
الرحم هو العضو التناسلي الأكبر عند الإناث. يوفر الرحم حماية ميكانيكية، ودعم غذائي، وإزالة لمخلفات الجنين. بالإضافة لذلك، انقباضات الجدار العضلي للرحم مهمة في دفع الجنين للخارج في وقت الولادة.
يحتوي الرحم على 3 أربطة تعليق تساعد على تثبيت وضع الرحم وتحد من نطاق حركته. يحفظ الرباط الرحمي العجزي جسم الرحم من الحركة لأسفل وللأمام. الرباط المستدير يحد من حركة الرحم للخلف. تمنع الأربطة الرئيسية كذلك الحركة السفلية للرحم.
الرحم هو عضو عضلي كمثري الشكل. وظيفته الرئيسية هي أن يستقبل البويضة المخصبة والتي تنغرس في بطانة الرحم، وتشتق تغذيتها من الأوعية الدموية التي تنمو لهذا الغرض فقط. تصبح البويضة المخصبة جنين والذي يتطور إلى جنين حي ويستمر الحمل حتى الولادة. إذا لم تنغرس البيضة في جدار الرحم، تبدأ الأنثى في الحيض.

### قنوات فالوب
قنوات فالوب أو قنوات الرحم هما قناتان يمتدان من المبيضين إلى الرحم. عند نضوج البويضة، يتمزق جريب وجدار المبيض، ما يسمح للبويضة بالهروب ودخول قناة فالوب. هناك، تسافر البويضة نحو الرحم، مدفوعة بحركة الأهداب على البطانة الداخلية للقنوات. تستغرق تلك الرحلة ساعات أو أيام. إذا تم تخصيب البويضة في قناة فالوب، فإنها تنغرس بشكل طبيعي في بطانة الرحم حين تصل للرحم، ما يشير لبدء الحمل.

### المبيضان
المبيضان هما عضوان صغيران يوجدان بالقرب من الجدران الجانبية لتجويف الحوض. تلك الأعضاء مسئولة عن إنتاج البويضات وإفراز الهرمونات. العملية التي يتم بها تحرير البويضة من المبيض تسمى إباضة. سرعة الإباضة دورية وتؤثر بشكل مباشر على طول الدورة الشهرية.
بعد الإباضة، تلتقط قناة فالوب الخلية البيضية، التي تسافر عبر قناة فالوب إلى الرحم، ويتم تخصيبها أحيانًا في طريقها بواسطة حيوان منوي. تلعب الخلية البيضية دورًا أثناء التخصيب، حيث تصدر جزيئات معينة ضرورية لتوجيه الحيوان المنوي وتسمح لسطح الخلية البيضية بالالتصاق بالحيوان المنوي. تستطيع البيضة بعد ذلك أن تمتص الحيوان المنوي ويبدأ التخصيب عندئذ. تبطن قنوات فالوب بشعرات صغيرة (أهداب) لمساعدة الخلية البيضية على الانتقال.

## الأعضاء الخارجية
يتكون الفرج من كل الأجزاء والأنسجة الخارجية ويشمل جبل العانة، والشق الفرجي، والشفران الكبيران، والشفران الصغيران، وغدد بارتولين، والبظر، وفتحة المهبل.

## الفسيولوجيا
الممر التناسلي هو التجويف الذي يبدأ كممر واحد عبر المهبل، وينقسم إلى تجويفين في الرحم، يستمر كلُ منهما عبر قناتي فالوب، وينتهيان بفوهة أنبوب الرحم التي تفتح في تجويف البطن.
في غياب التخصيب، ستعبر البويضة في النهاية الممر التناسلي بالكامل من قناة فالوب حتى تخرج من المهبل خلال الحيض.
يمكن أن يستخدم الممر التناسلي للعديد من الإجراءات الطبية عبر التجويف مثل منظار الخصوبة، والتلقيح الصناعي، والتعقيم.

## روابط خارجية
- Female Reproductive System
- Interactive diagram of female reproductive system

## وصلات خارجية
- مخطط تفاعلي للجهاز التكاثري الأنثوي (بالإنجليزية)